# Superman: A rajzfilmsorozat
A Superman: A rajzfilmsorozat (eredeti cím: Superman: The Animated Series) 1996-tól 2000-ig futott amerikai animációs sci-fi sorozat, amely a DC Comics szuperhőséről, Supermanról szól. Ez a második rajzfilmsorozat a DC animációs univerzumban, a Batman: A rajzfilmsorozat után. A sorozatban Superman Batmannel, Villámmal, a Zöld Lámpásokkal és Aquamannel is kapcsolatba lép. A tévéfilmsorozat a Warner Bros. Animation gyártásában készült. 
Az Amerikai Egyesült Államokban a Kids' WB adó sugározta 1996. szeptember 6. és 2000. február 12. között. Magyarországon az RTL Klub adta le, valamint DVD-n is megjelent a Warner Home Video forgalmazásában.

## Szereplők
| Szereplő                      | Eredeti hang                     | Magyar hang               |
| ----------------------------- | -------------------------------- | ------------------------- |
| Superman / Clark Kent         | Tim Daly                         | Kálid Artúr               |
| Bizarro                       | Tim Daly                         | Kálid Artúr               |
| Lois Lane                     | Dana Delany                      | Kéri Kitty                |
| Jimmy Olsen                   | David Kaufman                    | Markovics Tamás           |
| Lex Luthor                    | Clancy Brown                     | Kristóf Tibor             |
| Hamilton professzor           | Victor Brandt                    | Áron László               |
| Angela Chen                   | Lauren Tom                       | Incze Ildikó              |
| Dan Turpin                    | Joseph Bologna                   | Uri István                |
| Brainiac                      | Corey Burton                     | Tóth G. Zoltán            |
| Perry White                   | George Dzundza                   | Bitskey Tibor             |
| Bibbo                         | Brad Garrett                     | Kránitz Lajos             |
| Lobo                          | Brad Garrett                     | Zágoni Zsolt              |
| Mercy Graves                  | Lisa Edelstein                   | Tallós Rita               |
| Martha Kent                   | Shelley Fabares                  | Bessenyei Emma            |
| Jonathan Kent                 | Mike Farrell                     | Barbinek Péter            |
| Maggie Sawyer                 | Joanna Cassidy                   | Menszátor Magdolna        |
| Sötétség                      | Michael Ironside                 | Ujlaki Dénes              |
| Metallo / John Corben         | Malcolm McDowell                 | Vass Gábor                |
| Batman / Bruce Wayne          | Kevin Conroy                     | Barabás Kiss Zoltán       |
| Supergirl / Kara              | Nicolle Tom                      | Juga Veronika             |
| Kalibak                       | Michael Dorn                     | Bognár Tamás Szuchy Péter |
| Acél / John Henry Irons       | Michael Dorn                     | Rosta Sándor              |
| Jóságos Nagyi                 | Edward Asner                     | Versényi László           |
| Stompa                        | Diane Delano                     | Farkas Tamás              |
| Mad Harriet                   | Andrea Martin                    | Kiss Eszter               |
| Lashina                       | Diane Michelle                   | Hargitai Adrienn          |
| Jor-El                        | Christopher McDonald             | Jakab Csaba               |
| Bruno Mannheim                | Bruce Weitz                      | Sörös Sándor              |
| Alfred Pennyworth             | Efrem Zimbalist, Jr.             | Kapácsy Miklós ?          |
| Időmágus / Mark Mardon        | Miguel Ferrer                    | Tarján Péter              |
| De'Cine                       | Miguel Ferrer                    | Bognár Zsolt              |
| Aquaman                       | Miguel Ferrer                    | Dózsa Zoltán              |
| Lana Lang                     | Joely Fisher                     | Biró Anikó                |
| Joker                         | Mark Hamill                      | Reviczky Gábor            |
| Harley Quinn                  | Arleen Sorkin                    | Nemes Takách Kata         |
| Gyűjtő                        | Sherman Howard                   | Balázsi Gyula             |
| Steppenwolf                   | Sherman Howard                   | ?                         |
| Lara                          | Finola Hughes                    | Orosz Anna                |
| Parazita / Rudy Jones         | Brion James                      | Galambos Péter            |
| Tinédzser Clark Kent          | Jason Marsden                    | Simonyi Balázs            |
| Hardcastle tábornok           | Charles Napier                   | Kárpáti Tibor             |
| Jax-Ur                        | Ron Perlman                      | Imre István               |
| Mala                          | Leslie Easterbrook Sarah Douglas | Schell Judit              |
| Kurt Bowman nyomozó           | Eddie Barth                      | Tolnai Miklós             |
| Játékmester / Winslow Schott  | Bud Cort                         | Háda János                |
| Volcana / Claire Selton       | Peri Gilpin                      | Liptai Claudia            |
| Mxyzptlk                      | Gilbert Gottfried                | Kassai Károly             |
| Gsptlsnz                      | Sandra Bernhard Jennifer Hale    | Mics Ildikó               |
| Gordon rendőrfőnök            | Bob Hastings                     | ?                         |
| Luminus / Edward Lytener      | Robert Hays                      | Sztarenki Pál             |
| Karkull                       | Ted Levine                       | ?                         |
| Sinestro                      | Ted Levine                       | Juhász György             |
| Elektrosokk / Leslie Willis   | Lori Petty                       | Csere Ágnes               |
| Orion                         | Steve Sandor                     | Debreczeny Csaba          |
| Tinédzser Lana Lang           | Kelly Schmidt                    | Vadász Bea                |
| Bébi Kal-El                   | Jesse Batten                     | Büti Márk                 |
| Corey Mills                   | Xander Berkeley                  | Dózsa Zoltán              |
| Harvey Bullock nyomozó        | Robert Costanzo                  | ?                         |
| Lucy Lane                     | Aria Curzon                      | ?                         |
| Gyerek Lois Lane              | Mae Whitman                      | ?                         |
| Sam Lane ezredes              | Dean Jones                       | Wohlmuth István           |
| Dr. Sors / Kent Nelson        | George DelHoyo                   | Szőke Zoltán              |
| Inza Nelson                   | Jennifer Lien                    | Laki Anikó                |
| Robin / Tim Drake             | Mathew Valencia                  | Előd Botond               |
| Rébusz / Edward Nygma         | John Glover                      | ?                         |
| Bolond Kalapos / Jervis Tetch | Roddy McDowall                   | ?                         |
| Bane                          | Henry Silva                      | ?                         |
| Pingvin / Oswald Cobblepot    | Paul Williams                    | ?                         |
| Rakéta Roxy                   | Charity James                    | ?                         |
| Ra's al Ghul                  | David Warner                     | Uri István                |
| Talia al Ghul                 | Olivia Hussey                    | Détár Enikő               |
| Ubu                           | Michael Horse                    | Bognár Tamás              |
| Szaturnuszlány / Irma Ardeen  | Melissa Joan Hart                | Törtei Tünde              |
| Kozmikus fiú / Rokk Krinn     | Chad Lowe                        | Rácz Attila               |
| Kaméleon fiú / Reep Daggie    | Jason Priestley                  | Juhász György             |
| Sul-Van                       | Tony Jay                         | Breyer László             |
| Sazu                          | Shannon Kenny                    | Sztárek Andrea            |
| Maxima                        | Sharon Lawrence                  | Báthory Orsolya           |
| Cetea                         | Jennifer Jason Leigh             | Bártfai Andrea            |
| Alterus                       | Carl Lumbly                      | Breyer Zoltán             |
| Kenny Braverman               | Scott Menville                   | Barát Attila              |
| Desaad                        | Robert Morse                     | Szokol Péter              |
| Zöld Lámpás / Kyle Rayner     | Michael P. Greco                 | Minárovits Péter          |
| Abin Sur                      | Peter Mark Richman               | Bolla Róbert              |
| Őrző 1.                       | Peter Mark Richman               | ?                         |
| Őrző 2.                       | Pat Musick                       | ?                         |
| Reverend Howell               | Stephen Root                     | Cs. Németh Lajos          |
| Villám                        | Charlie Schlatter                | Forgács Péter             |
| Tina                          | Dina Sherman                     | Kisfalvi Krisztina        |
| Natasha Irons                 | Cree Summer                      | Nemes Takách Kata         |
| Darci Mason                   | Nancy Travis                     | Madarász Éva              |
| Kanto                         | Michael York                     | Bácskai János             |